# Nova Cruz (ort)
Nova Cruz är en ort i Brasilien.   Den ligger i kommunen Nova Cruz och delstaten Rio Grande do Norte, i den östra delen av landet, 1 700 km nordost om huvudstaden Brasília. Nova Cruz ligger 90 meter över havet och antalet invånare är 23 166.
Terrängen runt Nova Cruz är platt. Nova Cruz är det största samhället i trakten.
Omgivningarna runt Nova Cruz är huvudsakligen savann. Runt Nova Cruz är det ganska tätbefolkat, med 58 invånare per kvadratkilometer.